# Карлин (район Праги)
Карлин (чеш. Karlín) — исторический район Праги, кадастровый квартал в составе административного района Прага 8. Располагается между кадастровыми кварталами Нове-Место, Либень и Жижков. Ограничен с севера рекой Влтава, с юга — холмом Витков.
Карлин был основан в 1817 году как первое пражское предместье Каролиненталь (нем. Karolinenthal, в честь супруги императора Франца II Каролины-Аугусты), городские права получил в 1903 году. Включён в состав Праги в 1922 году. До 1817 года на его территории располагались воинские поселения и плацы, здесь же в 1731—1737 годах архитектором К. И. Динценгофером был построен пражский Дом Инвалидов (Invalidovna), общежитие для ветеранов армии и их семей. После сноса пражских укреплений в 1874 году Карлин оказался одним из районов наиболее интенсивной застройки, прежде всего промышленных и рабочих жилых кварталов. Здесь была открыта первая в Праге линия городской конно-железной дороги (1875) и трамвая (1896).
На западе района расположен железнодорожный «виадук Негрелли», который также известен как Карлинский виадук, длина которого составляет 1111 метров, был самым длинным мостом на территории Чехии до ввода в строй моста через реку Огрже на автостраде D8 в 1998 году. Виадук был открыт 1 июня 1850 года как часть железной дороги Оломоуц — Прага — Дрезден.
Карлин является одним из наиболее пострадавших районов Праги от наводнения 2002 года. Было нарушено электроснабжение района, затоплены станции линии В («жёлтой») метро от станции Флоренц до станции Пальмовка, проходящие по территории района, а также станция Флоренц линии С («красной»). Несколько зданий, повреждённых в результате затопления, разрушились или были снесены впоследствии.

## Достопримечательности района
- Музыкальный театр в Карлине
- Отели «Олимпик» и «Хилтон» (быв. «Атриум»)
- Дом Инвалидов
- Костёл Кирилла и Мефодия
- Бизнес-центры «Дунай» и «Нил»
- Виадук Негрелли
- Автовокзал Флоренц
- Пешеходный туннель Карлин-Жижков

## Известные уроженцы и жители
- Властимил Хофман (1881—1970) — польско-чешский художник.
- Исторический герб КарлинаЙозеф Боислав Пихл (1813—1888) — чешский писатель.